# 以弗得

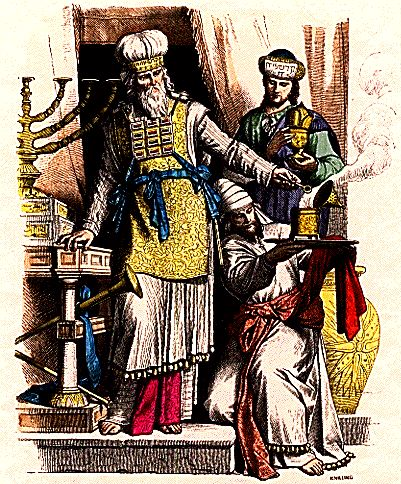
穿着以弗得的祭司

以弗得（希伯来语：אפוד，英语：ephod）指的是在古代以色列王国的祭司所穿戴的执行宗教仪式时候的礼服，在出埃及记中详细记载了以弗得的样式和制作材料；据说上帝为以弗得的设计者。引用旧约相关经文，出埃及記28章2-43節：
|                                            | 你要给你哥哥亚伦作圣衣为荣耀，为华美。又要吩咐一切心中有智慧的，就是我用智慧的灵所充满的，给亚伦作衣服，使他分别为圣，可以给我供祭司的职分。 所要作的就是胸牌，以弗得，外袍，杂色的内袍，冠冕，腰带，使你哥哥亚伦和他儿子穿这圣服，可以给我供祭司的职分。要用金线和蓝色，紫色，朱红色线，并细麻去作。他们要拿金线和蓝色，紫色，朱红色线，并捻的细麻，用巧匠的手工作以弗得。以弗得当有两条肩带，接上两头，使它相连。其上巧工织的带子，要和以弗得一样的作法，用以束上，与以弗得接连一块，要用金线和蓝色，紫色，朱红色线，并捻的细麻作成。要取两块红玛瑙，在上面刻以色列儿子的名字，要用刻宝石的手工，仿佛刻图书，按着以色列儿子名字，刻这两块宝石，要镶在金槽上。要将这两块宝石安在以弗得的两条肩带上，为以色列人作纪念石。亚伦要在两肩上担他们的名字，在耶和华面前作为纪念。要用金子作二槽，又拿精金，用拧工仿佛拧绳子，作两条链子，把这拧成的链子搭在二槽上。你要用巧匠的手工作一个决断的胸牌。要和以弗得一样的作法，用金线和蓝色，紫色，朱红色线，并捻的细麻作成。这胸牌要四方的，叠为两层，长一虎口，宽一虎口。要在上面镶宝石四行，第一行是红宝石，红璧玺，红玉，第二行是绿宝石，蓝宝石，金钢石，第三行是紫玛瑙，白玛瑙，紫晶，第四行是水苍玉，红玛瑙，碧玉。这都要镶在金槽中。这些宝石都要按着以色列十二个儿子的名字，仿佛刻图书，刻十二个支派的名字。要在胸牌上用精金拧成如绳的链子。在胸牌上也要作两个金环，安在胸牌的两头。要把那两条拧成的金链子，穿过胸牌两头的环子。又要把链子的那两头接在两槽上，安在以弗得前面肩带上。要作两个金环，安在胸牌的两头，在以弗得里面的边上。又要作两个金环，安在以弗得前面两条肩带的下边，挨近相接之处，在以弗得巧工织的带子以上。要用蓝细带子把胸牌的环子与以弗得的环子系住，使胸牌贴在以弗得巧工织的带子上，不可与以弗得离缝。亚伦进圣所的时候，要将决断胸牌，就是刻着以色列儿子名字的，带在胸前，在耶和华面前常作纪念。又要将乌陵和土明放在决断的胸牌里，亚伦进到耶和华面前的时候，要带在胸前，在耶和华面前常将以色列人的决断牌带在胸前。你要作以弗得的外袍，颜色全是蓝的。袍上要为头留一领口，口的周围织出领边来，仿佛铠甲的领口，免得破裂。袍子周围底边上要用蓝色，紫色，朱红色线作石榴。在袍子周围的石榴中间要有金铃铛，一个金铃铛一个石榴，一个金铃铛一个石榴，在袍子周围的底边上。亚伦供职的时候要穿这袍子。他进圣所到耶和华面前，以及出来的时候，袍上的响声必被听见，使他不至于死亡。你要用精金作一面牌，在上面按刻图书之法刻着『归耶和华为圣』。要用一条蓝细带子将牌系在冠冕的前面。这牌必在亚伦的额上，亚伦要担当干犯圣物条例的罪孽，这圣物是以色列人在一切的圣礼物上所分别为圣的。这牌要常在他的额上，使他们可以在耶和华面前蒙悦纳。要用杂色细麻线织内袍，用细麻布作冠冕，又用绣花的手工作腰带。你要为亚伦的儿子作内袍，腰带，裹头巾，为荣耀，为华美。要把这些给你的哥哥亚伦和他的儿子穿戴，又要膏他们，将他们分别为圣，好给我供祭司的职分。要给他们作细麻布裤子，遮掩下体，裤子当从腰达到大腿。亚伦和他儿子进入会幕，或就近坛，在圣所供职的时候必穿上，免得担罪而死。这要为亚伦和他的后裔作永远的定例。 |
| ——《圣经》（和合本）出埃及记二十八章2-43节 | |